# شینجی میازاکی
شینجی میازاکی (انگلیسی: Shinji Miyazaki؛ زادهٔ ۷ اکتبر ۱۹۵۶) آهنگساز، و خواننده اهل ژاپن است. وی از سال ۱۹۸۹ میلادی تاکنون مشغول فعالیت بوده‌است.